# Gigantoceras solstitialis
Gigantoceras solstitialis är en fjärilsart som beskrevs av Holland 1893. Gigantoceras solstitialis ingår i släktet Gigantoceras och familjen trågspinnare. Inga underarter finns listade i Catalogue of Life.